# Puja a l'autobús
Puja a l'autobús (títol original: Get on the Bus) és una pel·lícula estatunidenca dirigida per Spike Lee, estrenada l'any 1996. Ha estat doblada al català.

## Argument
L'octubre de 1995, 15 negres estatunidencs d'orígens diferents agafen el bus a Los Angeles per anar a la "Milió Man March" organitzat pel líder de Nació of Islam, Louis Farrakhan, a Washington. Durant aquest viatge, cadascun aprendrà a conèixer-se millor i a comprendre perquè fa aquest viatge.

## Repartiment
- Richard Belzer: Rick
- De'aundre Bonds: Junyr
- Andre Braugher: Flip
- Thomas Jefferson Byrd: Evan Thomas Sr.
- Gabriel Casseus: Jamal
- Albert Hall: Craig
- Hill Harper: Xavier
- Harry Lennix: Randall
- Bernie Mac: Jay
- Wendell Pierce: Wendell
- Roger Guenveur Smith: Gary
- Isaiah Washington: Kyle
- Steve White: Mike
- Ossie Davis: Jeremiah
- Charles S. Dutton: George
- Randy Quaid: Tennessee State Trooper (no surt als crèdits)

## Premis i nominacions
Premis
- Berlinale 1997: esment especial a Spike Lee pel seu càsting exemplar[3]
- Acapulco Black Film Festival 1997: millor actor per Ossie Davis

Nominacions
- Berlinale 1997: en competició per l'Ós d'or
- Premi GLAAD Media 1997: millor film
- NAACP Imatge Awards 1997: millor film, millor actor per Ossie Davis

## Crítica
- "Spike Lee aconsegueix la seva millor pel·lícula. (...) És porosa, solta, brillant. I és també generosa amb totes les opcions ideològiques"[4]
- "Spike Lee recupera la frescor, aconsegueix divertir i emocionar"[5]